# Агнес фон Вюртемберг (1264 – 1305)
Вижте пояснителната страница за други личности с името Агнес фон Вюртемберг.
Агнес фон Вюртемберг (на немски: Agnes von Württemberg, * пр. 1264; † 27 септември 1305) е графиня на Вюртемберг.

## Произход
Тя е най-възрастната дъщеря на граф Улрих I фон Вюртемберг (1226 – 1265) и първата му съпруга Мехтхилд фон Баден (* сл. 1225; † сл. 1258), дъщеря на маркграф Херман V фон Баден († 1243).
Агнес фон Вюртемберг е погребана в доминикантския манастир в Мергентхайм.

## Фамилия
Първи брак: пр. 7 май 1275 г. с граф Конрад IV фон Йотинген († пр. 15 февруари 1279). Те имат децата:
- Конрад V Шюпф-Йотинген († 1313), граф на Йотинген, женен за Аделхайд фон Хоенлое-Вайкерсхайм († 1340), дъщеря на граф Крафт I фон Хоенлое-Вайкерсхайм и Маргарета фон Труендинген
- Лудвиг VIII (1270)
- Имагина, омъжена за граф Улрих фон Труендинген
- Аделхайд († 1333), омъжена за Албрехт фон Хоенлое

Втори брак: преди 11 януари 1282 г. с граф Фридрих II фон Труендинген (* пр. 1253; † 15 март 1290), син на граф Фридрих I фон Труендинген и Маргарета от Андекс-Мерания. Те имат децата:
- Фридрих VIII фон Труендинген († 1332), граф на Труендинген, женен пр. 1294 г. за Агнес фон Хоенцолерн († сл. 1318)
- Улрих „Млади“ (* ок. 1290; † 1310/1311), граф на Труендинген, женен пр. 2 юни 1303 г. за Имагина фон Изенбург-Лимбург († 1336/1337)
- Фридрих IX († сл. 1291)
- Ото († сл. 1300), свещеник във Вюрцбург
- Маргарета († 1348), омъжена I. пр. 2 февруари 1322 г. за Лудвиг III херцог фон Тек († 1334), II. 1335 г. за фрайхер Йоханес фон Щайнег († 1408)
- Агнес († сл. 1333), монахиня в Цимерн
- Маргарета († сл. 23 септември 1315), омъжена за Хуго VI фон Тауферс († 1309)

Трети брак: преди 3 юли 1295 г. с граф Крафт I фон Хоенлое-Вайкерсхайм († 1313). Те имат децата:
- Готфрид фон Хоенлое-Мьокмюл (* 1294; † 1339), женен пр. 3 ноември 1319 г. за Елизабет фон Еберщайн (* ок. 1310; † 1381), дъщеря на граф Попо II фон Еберщайн († 1329) и Юта фон Диц-Вайлнау († 1317)
- Агнес фон Хоенлое († 1342), омъжена пр. 3 ноември 1319 г. за Улрих II фон Ханау († 1346)